# Bi-curious
Bi-curious (curious: tò mò, hiếu kì) là một hiện tượng trong đó những người có quan hệ tình dục khác giới/ đồng giới, tỏ ra tò mò hiếu kỳ hay cởi mở về hoạt động tình dục với giới tính khác so với đối tượng tình dục thông thường của người đó. Thuật ngữ này đôi khi được sử dụng để mô tả những suy nghĩ băn khoăn về việc mình có phải người song tính hay không. Những phổ này bao gồm: Chủ yếu dị tính luyến ái hoặc chủ yếu là đồng giới, nhưng lại không cần tự xác định bản thân có phải song tính. Các thuật ngữ heteroflexible (linh hoạt thiên dị tính) và homoflexible (linh hoạt thiên đồng tính) cũng được áp dụng cho bi-curious, mặc dù một số tác giả phân biệt linh hoạt thiên dị tính hay đồng tính như là thiếu "mong muốn thử nghiệm tình dục" (ám chỉ là bi-curious).

## Từ nguyên
Theo Merriam-Webster, thuật ngữ này bắt đầu trở nên phổ biến sau năm 1984, nhưng Từ điển Partridge Mới về Từ Lóng và Tiếng Anh Không Thông Dụng (The New Partridge Dictionary of Slang and Unconventional English) và trang web Lexico của Từ điển Oxford (Oxford Dictionaries’ Lexico) khẳng định rằng thuật ngữ này được đặt ra vào năm 1990.